# Дитрих фон Холтиц
Дитрих фон Холтиц (на немски: Dietrich von Choltitz) е немски офицер, служил по време на Първата и Втората световна война.

## Биография

#### Ранен живот и Първа световна война (1914 – 1918)
Дитрих фон Холтиц е роден на 9 ноември 1894 г. във Визенгрефлих, Германска империя. През 1914 г. се присъединява към армията като офицерски кадет от пехотата. Участва в Първата световна война, където служи в пехотни подразделения. В края на войната достига звание лейтенант.

##### Междувоенен период
След нея се присъединява към Райхсвера и служи в различни пехотни и кавалерийски подразделения. През 1929 г. е издигнат в чин капитан от кавалерията.

#### Втора световна война (1939 – 1945)
В началото на Втората световна война е със звание оберстлейтенант и командва пехотен батальон.

##### Германo-съветски фронт
Участва в операция Барбароса, където командва 16-и пехотен батальон. Отличава се в боевете по време на обсадата на Севастопол. По-късно командва последователно 260-а пехотна дивизия, 17-и армейски корпус, а на 5 март 1943 г. поема 11-а танкова дивизия. Между 1 октомври и 15 ноември 1943 г. командва 48-и танков корпус, а между 17 юни и 30 юли 1944 г. 84-ти армейски корпус. На 7 август 1944 г. е назначен за командващ офицер на парижката крепост.

##### Пленяване и смърт
Пленен е на 24 август същата година и е освободен през 1947 г., след което написва и издава мемоарите си. Умира на 5 ноември 1966 г. в Баден-Баден, Германия.

##### Рицар на френския почетен легион
Генерал фон Холтиц е удостоен с рицарско звание на френския почетен легион за това, че не е допуснал разрушаването на Париж при отстъплението на немските войски, въпреки изричната заповед на Хитлер. Шарл дьо Гол определя това неподчинение като основен камък за последвалото по-късно френско-немско помирение.

## Военна декорация
| - Германски орден Железен кръст (1914) – II (?) и I степен (?) - Германска „Значка за раняване“ (?) – черна (?) и сребърна (?) - Германски орден на „Свети Хайнрих“ (26 декември 1917) - Германски орден „Кръст на честта“ (?) - Германско отличие „За военна заслуга“ (?) – от I до IV степен (?) - Медал Судетия (?) - Сребърни пластинки към ордена Железен кръст (1939) – II (14 май 1940) и I степен (19 май 1940) | - Германска „Пехотна щурмова значка“ (17 септември 1940) - Германска „Значка за раняване“ (1939, повторно) – златна (25 март 1943) - Германски медал „За зимна кампания на изтока 1941/42 г.“ (?) - Кримски щит (?) - Румънски орден на „Михаел Смелия“ (1942) – III степен (6 октомври 1942) - Орден „Германски кръст“ (1942) – златен (8 февруари 1942) - Рицарски кръст (18 май 1940) |